# Шиклан
Шиклан (фр. Chusclan) насеље је и општина у јужној Француској у региону Лангдок-Русијон, у департману Гар која припада префектури Ним.
По подацима из 2011. године у општини је живело 980 становника, а густина насељености је износила 74,07 становника/km². Општина се простире на површини од 13,23 km². Налази се на средњој надморској висини од 38 метара (максималној 268 m, а минималној 28 m).

## Демографија
| 1962. | 1968. | 1975. | 1982. | 1990. | 1999. | 2011. |
| ----- | ----- | ----- | ----- | ----- | ----- | ----- |
| 576   | 616   | 668   | 809   | 941   | 908   | 980   |

График промене броја становника у току последњих година